# Camponotus microcephalus
Camponotus microcephalus är en myrart som beskrevs av Carpenter 1930. Camponotus microcephalus ingår i släktet hästmyror, och familjen myror. Inga underarter finns listade.